# Geghashen
Geghashen (en arménien Գեղաշեն ; jusqu'en 1935 Chatghran, puis jusqu'en 1967 Hrazdan) est une communauté rurale du marz de Kotayk, en Arménie. Elle compte 3 965 habitants en 2008.